# Stephan Kessler (Theologe)
Stephan Ch. Kessler (* 1959 in Bad Ems) ist ein deutscher Jesuit und katholischer Theologe (Patristiker).
Stephan Kessler wuchs in Schwalbach (Saar) auf und besuchte das Gymnasium in Sasbach (Baden). Anschließend begann er ein Studium der Theologie und Geschichte in Freiburg im Breisgau. 1986 trat er in das Noviziat der Jesuiten in Nürnberg ein. Er studierte Philosophie in München und Theologie in Innsbruck. Nach der Priesterweihe 1991 und der Promotion an der Universität Freiburg war er von 1992 bis 1997 als Jugendseelsorger und Lehrer am Kolleg St. Blasien tätig. Anschließend war er wissenschaftlicher Assistent bei Karl Suso Frank an der theologischen Fakultät der Universität Freiburg. Ab 2001 war er Ausbildungspräfekt der deutschen Jesuiten in München. Von 2005 bis 2016 war er Regens des überdiözesanen Priesterseminars Sankt Georgen und Dozent der dortigen Hochschule.
Seit September 2017 ist er Pfarrer an der von den Jesuiten geführten Gemeindekirche Sankt Peter Köln, die durch  P. Friedhelm Mennekes SJ als Kunst-Station Sankt Peter Köln international bekannt geworden ist. Dort wurde er am 22. Oktober 2017 vom  Kölner Dom- und Stadtdechanten Msgr. Robert Kleine als Nachfolger von P. Werner Holter SJ eingeführt.

## Veröffentlichungen
- Gregor der Große als Exeget (= Innsbrucker Theologische Studien 43). Tyrolia, Innsbruck 1995 (Dissertation), ISBN 3-7022-2005-4.
- mit Medard Kehl: Priesterlich werden. Anspruch für Laien und Kleriker (= Ignatianische Impulse 43). Echter, Würzburg 2010, ISBN 978-3-429-03220-3.